# Paolo Posi

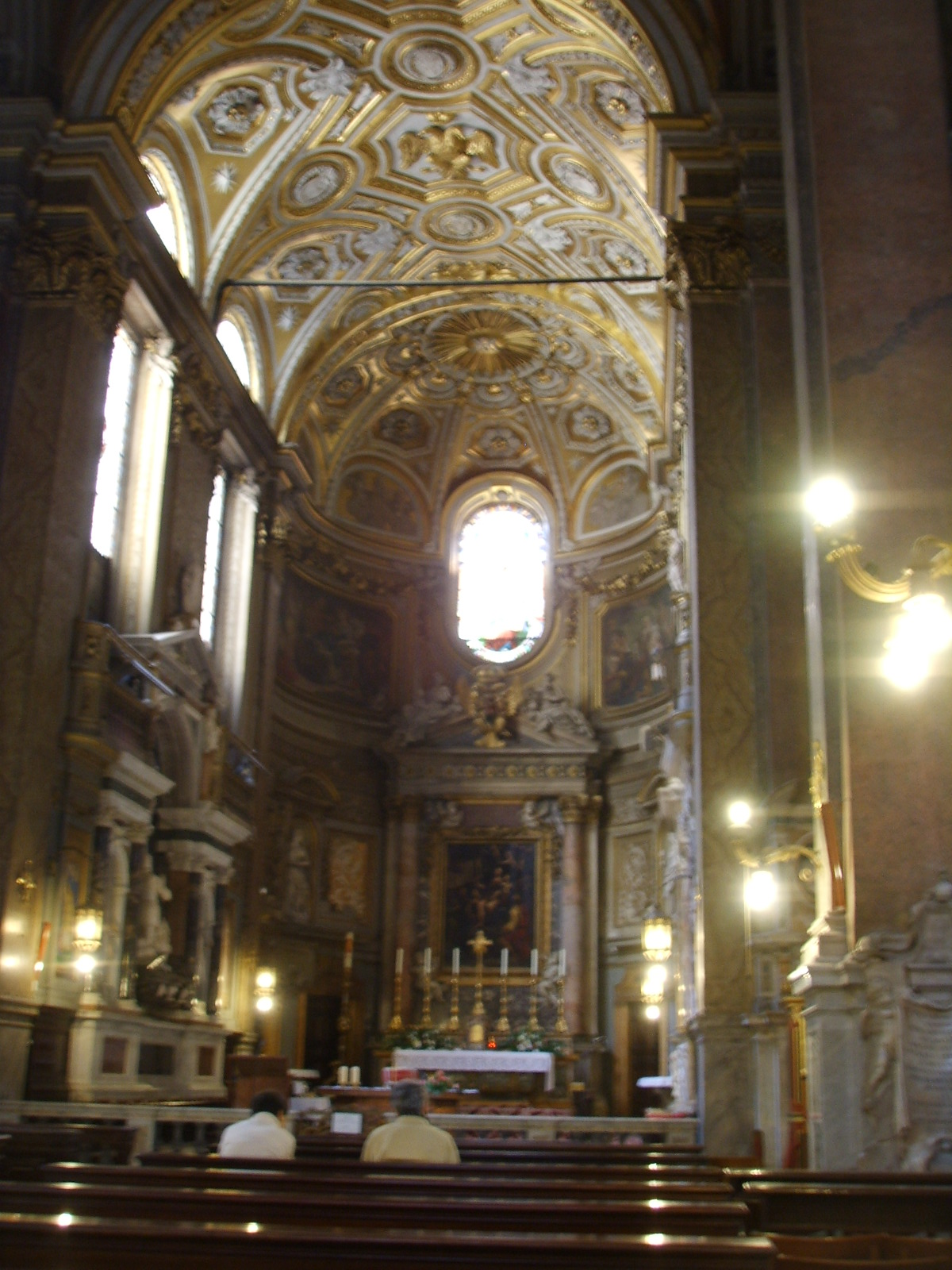
L'abside di S. Maria dell'Anima a Roma

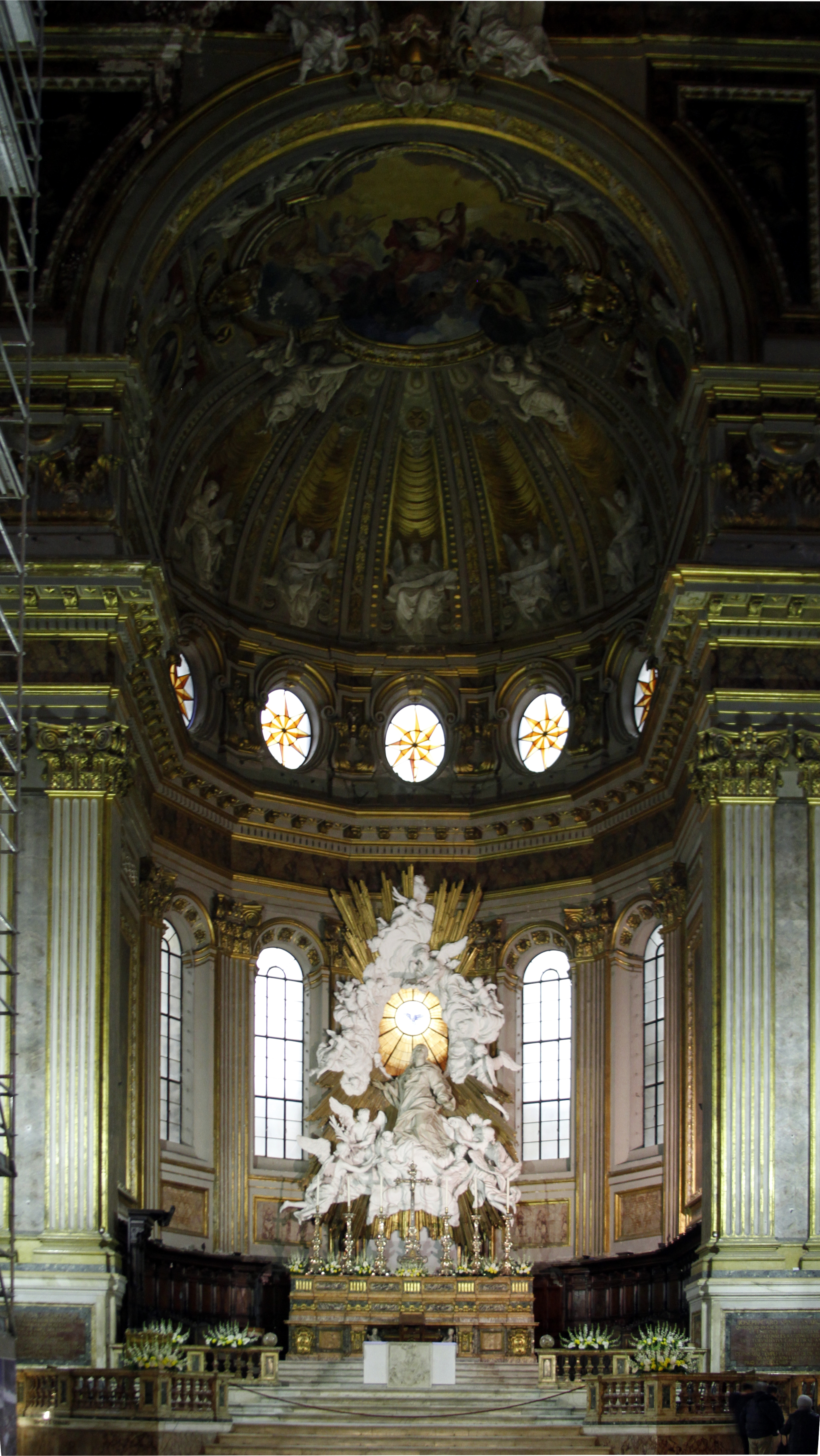
L'abside del Duomo di Napoli

Paolo Posi (Siena, 1708 – Roma, 1776) è stato un architetto italiano.

## Biografia
Specializzatosi in gioventù nell'allestimento di feste ed apparati effimeri, il Posi mantenne per tutta la sua carriera un colorato gusto scenografico ancora di retaggio barocco, nonostante le sue ultime opere siano datate in un'epoca in cui il neoclassicismo era già lo stile dominante. Architetto della Famiglia Colonna dal 1751, continuò infatti a disegnare festosi apparati pirotecnici per le feste offerte dalla nobile casata romana.
Le sue opere più celebri sono le ristrutturazioni del Duomo di Napoli e di Santa Maria dell'Anima a Roma e il rutilante monumento a Maria Flaminia Chigi-Odescalchi nella basilica di Santa Maria del Popolo, dove sono ancora presenti tutti gli elementi del repertorio barocco di stampo berniniano (medaglioni, drappi marmorei, pietra sbozzata in modo da fingere rocce naturalistiche).
Paolo Posi fu anche maestro di Giacomo Quarenghi.
A lui sono stati attribuiti anche alcuni disegni architettonici per due ville conservati nel Fondo Lanciani della Biblioteca dell'Istituto Nazionale di Archeologia e Storia dell'Arte di Roma e quelli per la Villa Farsetti a Santa Maria di Sala. Un progetto di chiesa e convento si trova anche nell'archivio della provincia ungherese degli Scolopi a Budapest (ricordiamo che nel XVIII secolo gli Scolopi - come l'architetto Gaspar Oswald - erano molto attivi nella costruzione di opere architettoniche nell'Europa danubiana).

## Opere
- Decorazione dell'abside del Duomo di Napoli (1734-1742)
- Decorazione dell'abside del Duomo di Benevento (1741)
- Cappella di San Michele a Santa Maria dell'Orazione e Morte (1741-1751)
- Decorazione dell'abside di Santa Maria dell'Anima (1750)
- Altare dell'Immacolata Concezione nella chiesa dei Santi Ambrogio e Carlo al Corso (1750)
- Sepolcro del cardinale Pier Luigi Carafa a Sant'Andrea delle Fratte (1759) di Paolo Posi e Pietro Bracci
- Facciata sul cortile di Palazzo Colonna e altri lavori interni (1755-1761)
- Chiesa dei Santi Leonardo ed Erasmo a Roccagorga (1755; conclusa postuma)
- Restauri all'interno del Pantheon (1756)
- Vestibolo del Museo Sacro nei Musei Vaticani (1756)
- Progetto per la galleria di Palazzo Farsetti a Venezia (1758)
- Progetto di Villa Farsetti a Santa Maria di Sala (Ve) (1759-1762)
- Chiesa di S. Luigi Gonzaga (oggi Cattedrale di S. Pietro Apostolo) a Senigallia (AN) (1762-1776; conclusa postuma nel 1790)
- Palazzo Sergardi a Siena (1765)
- Campanile della chiesa di San Francesco a Siena (1765)
- Chiesa di Santa Caterina dei Senesi a via Giulia a Roma (1766-1768)
- Lavori a Palazzo Corsini a Roma (1766-1769)
- Sepolcro di Maria Flaminia Chigi-Odescalchi nella basilica di Santa Maria del Popolo a Roma (1771)

## Galleria d'immagini

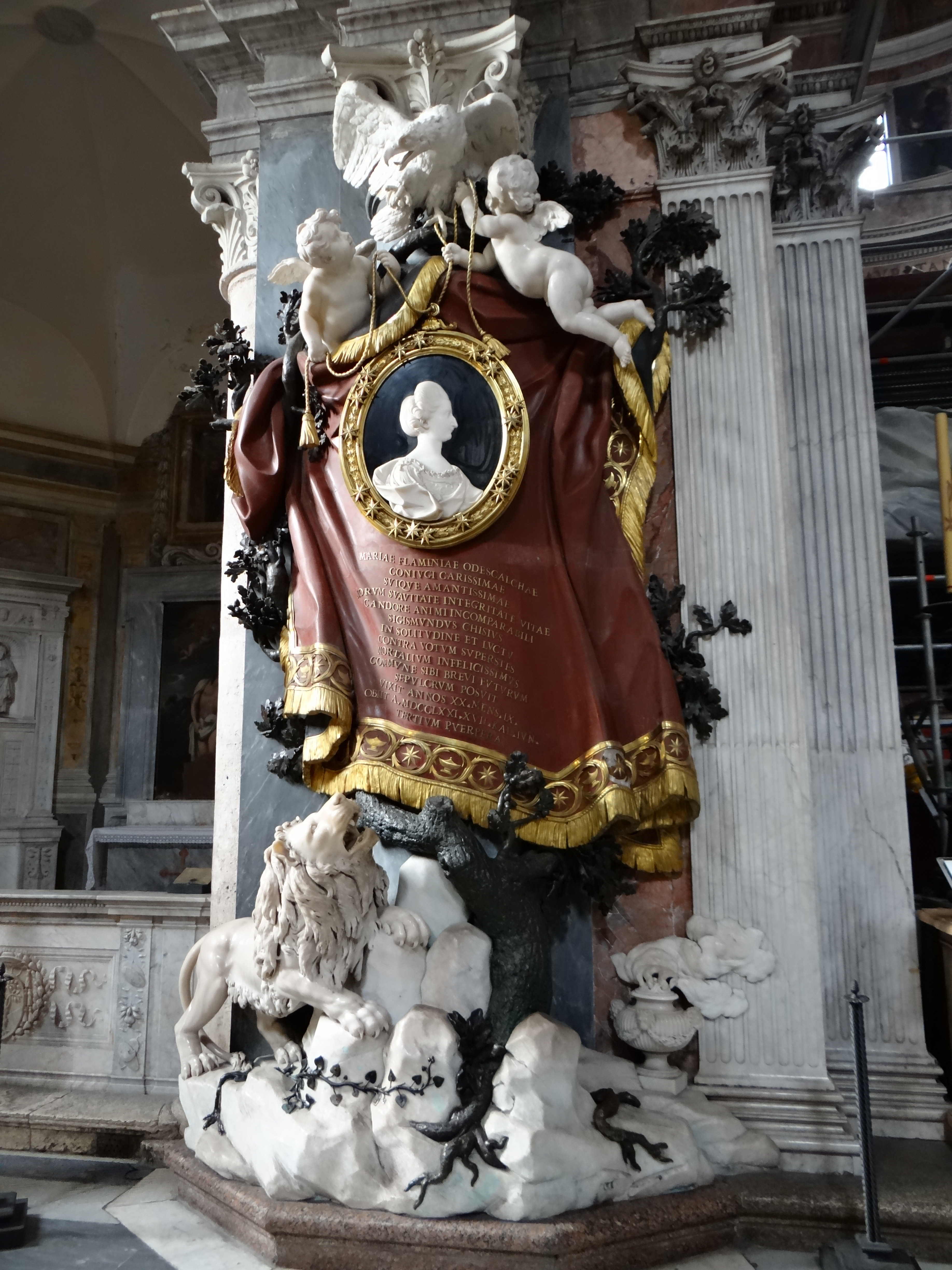
Sepolcro di Maria Flaminia Chigi-Odescalchi in Santa del Popolo, a Roma.
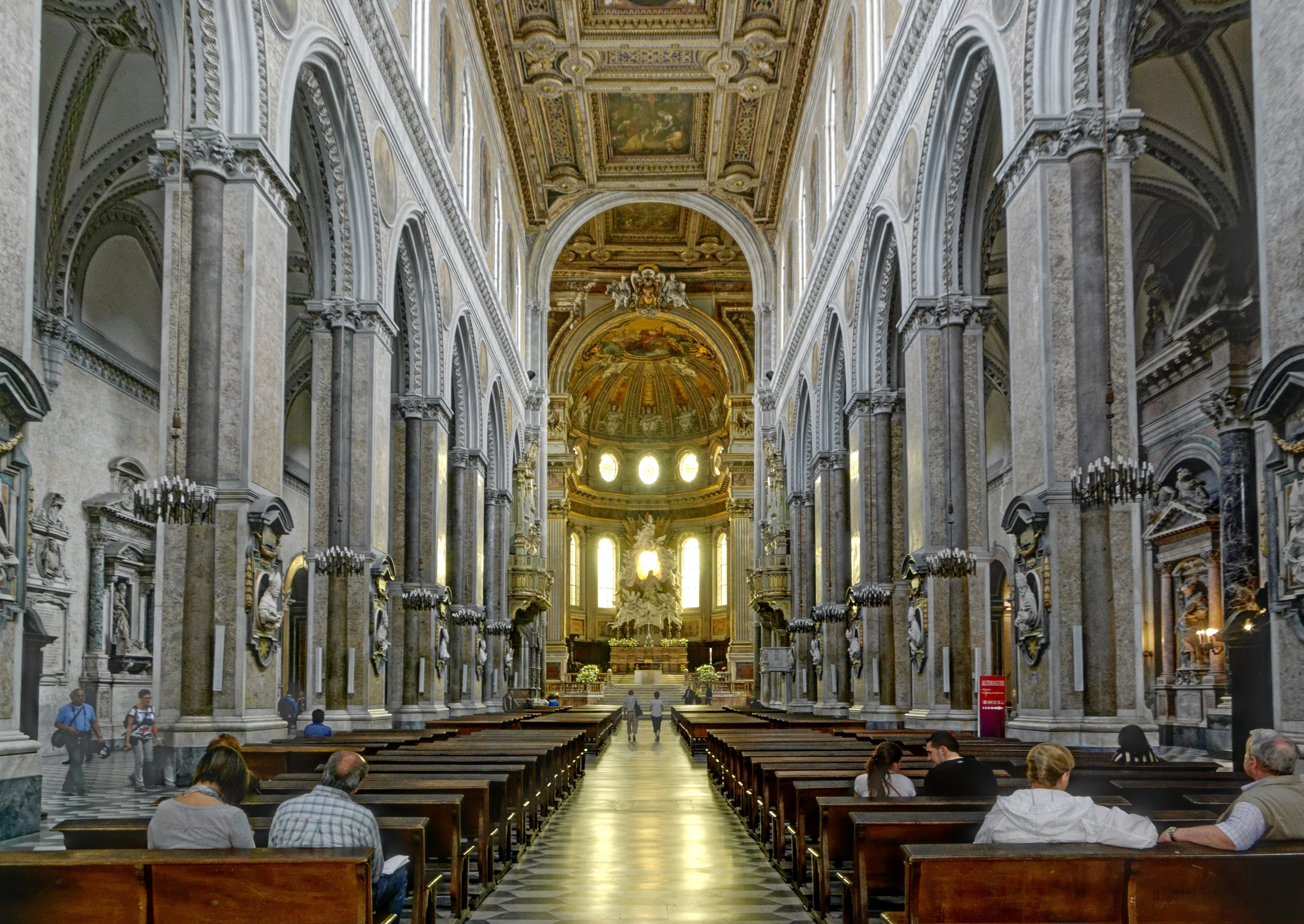
Duomo di Napoli
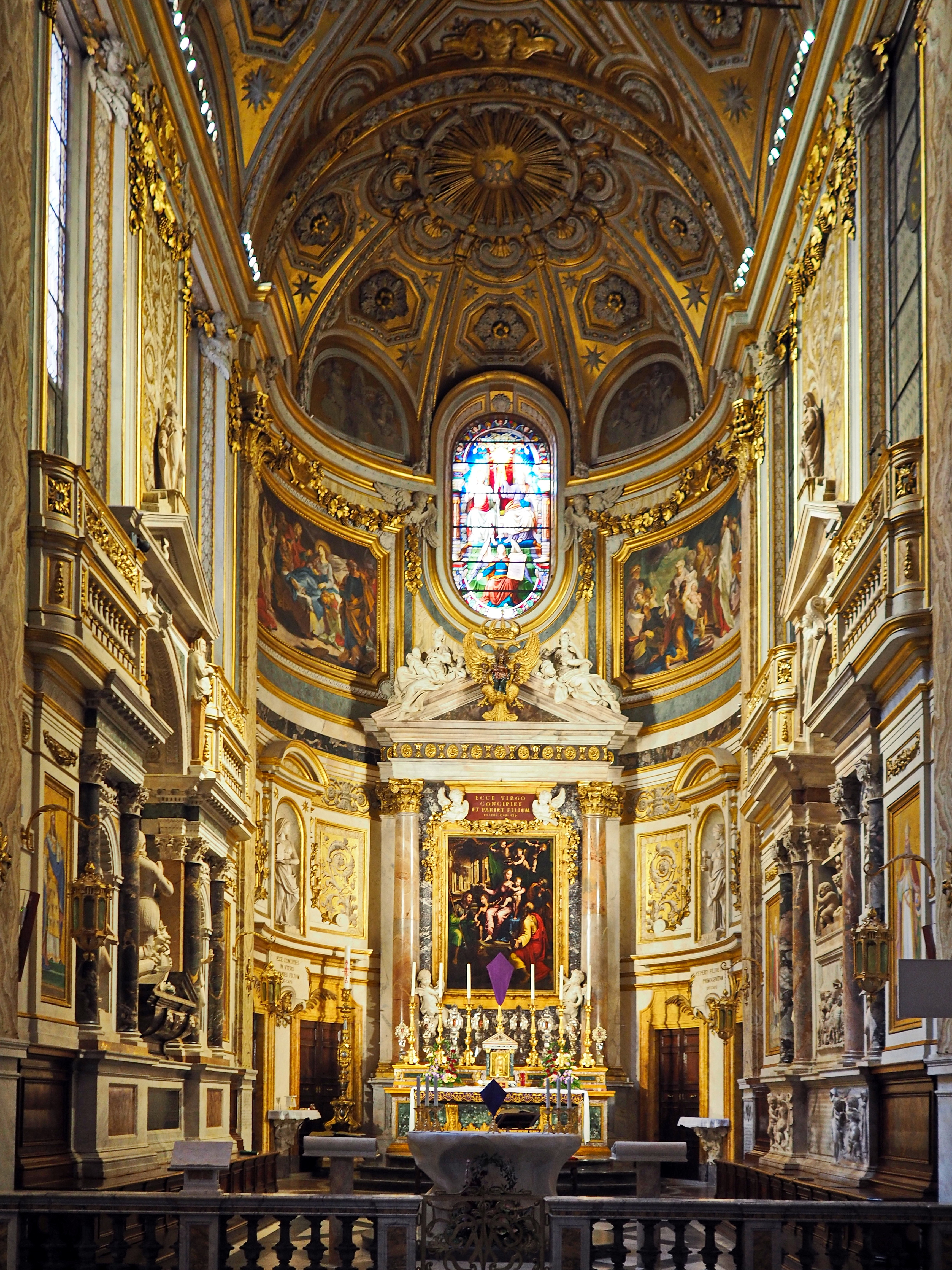
Santa Maria dell’Anima, Coro.
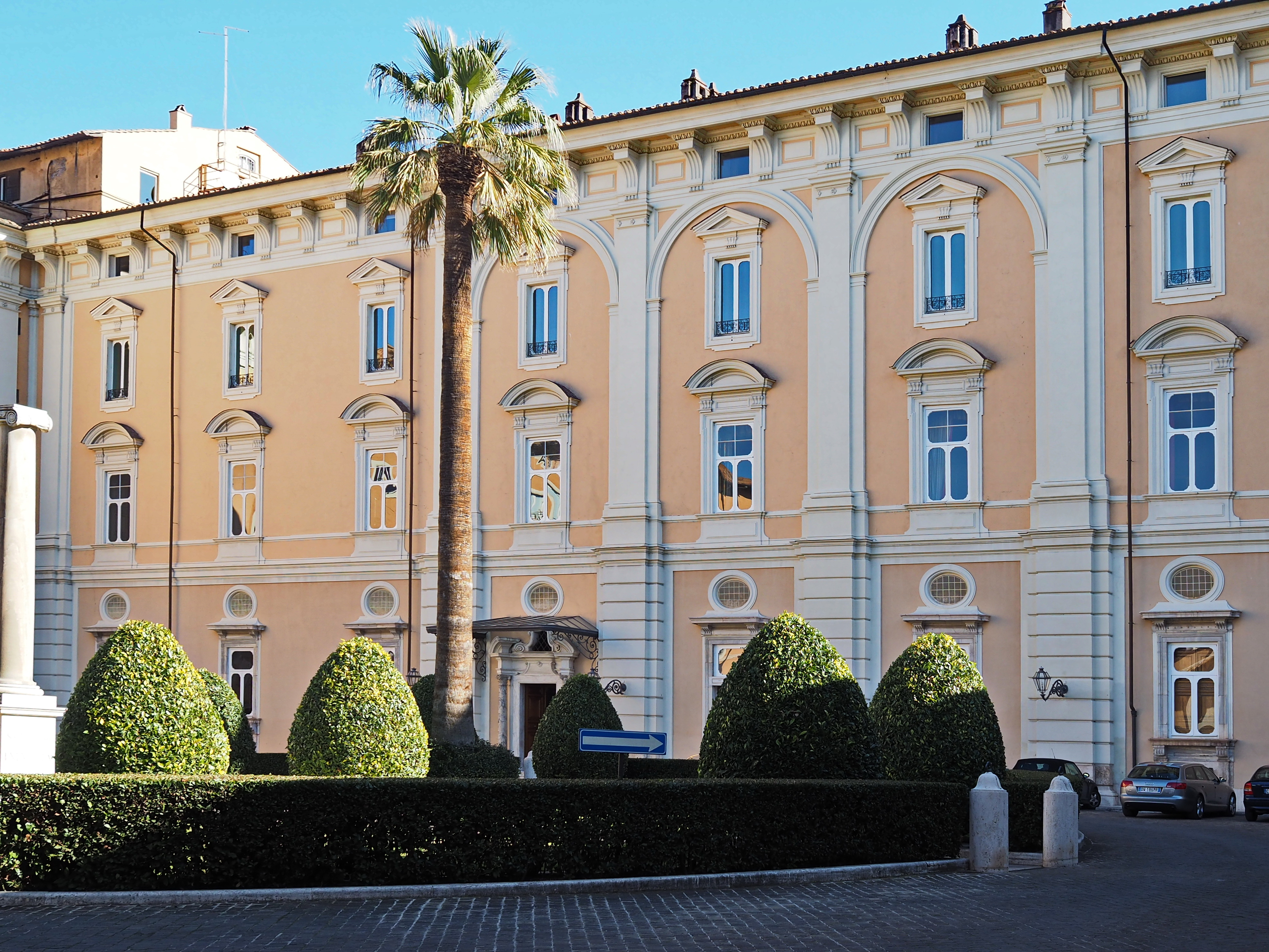
Palazzo Colonna, Facciata del cortile.
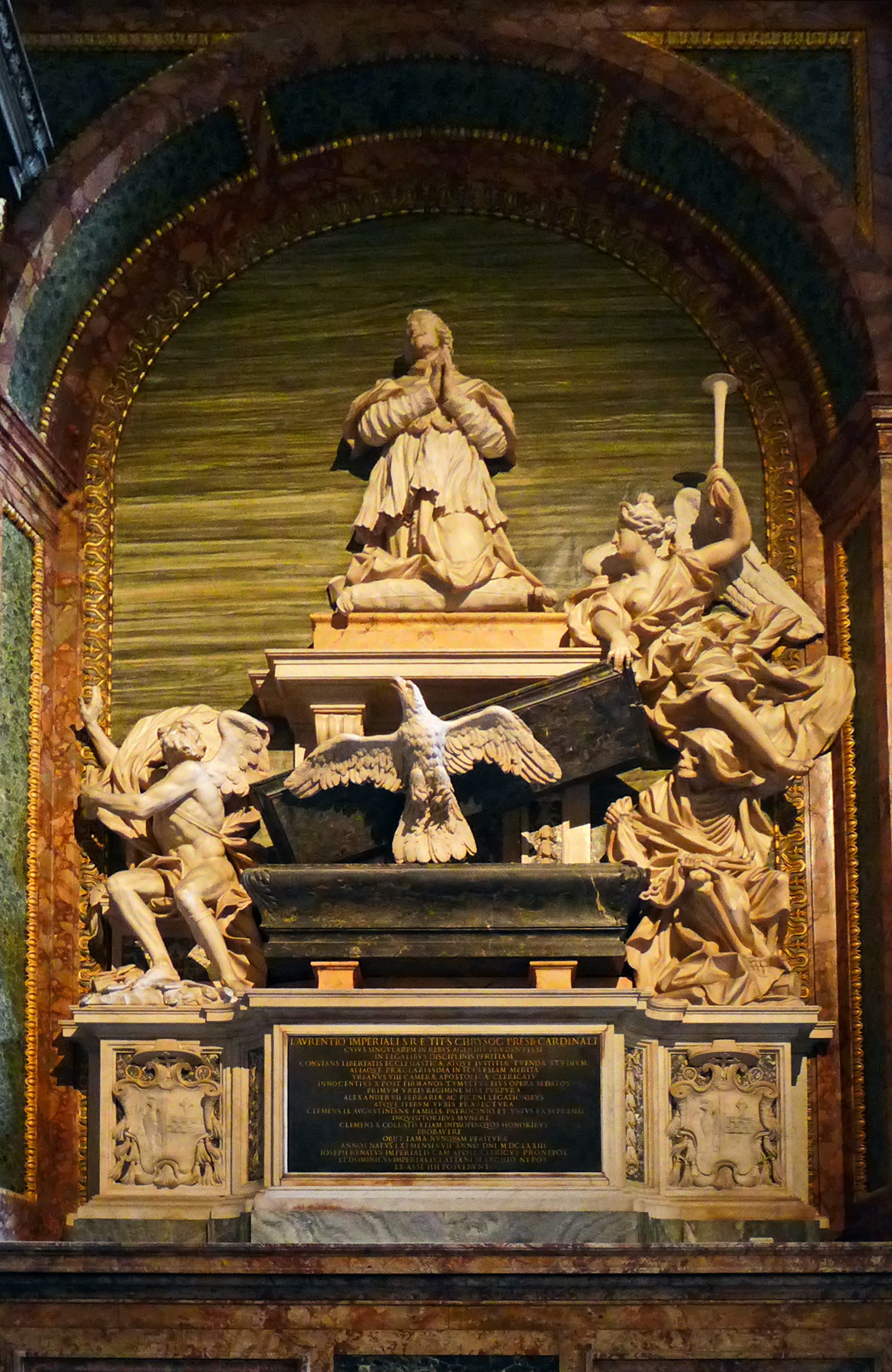
Sepolcro di Lorenzo Imperiali
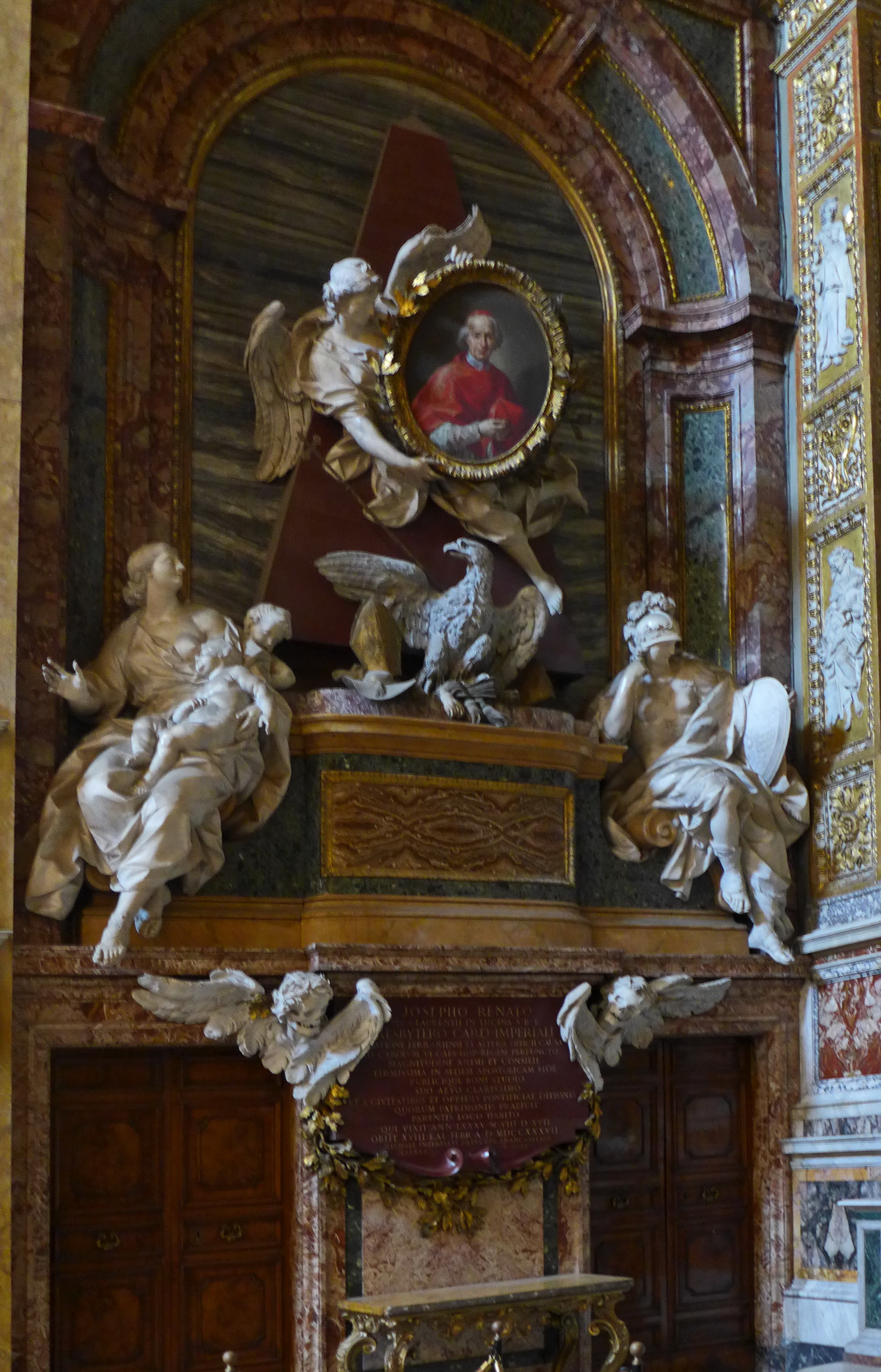
Sepolcro di Renato Imperiali